# Stenochilidae
Famille
Les Stenochilidae sont une famille d'araignées aranéomorphes.

## Distribution

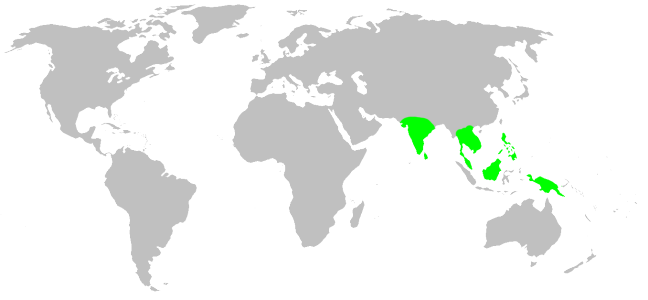
Distribution

Les espèces de cette famille se rencontrent dans le Sud de l'Asie et en Océanie.

## Description
Les espèces de cette famille mesurent de 3,5 à 10 mm et comptent huit yeux.

## Paléontologie
Cette famille n'est pas connue à l'état fossile.

## Liste des genres
Selon World Spider Catalog (version 23.5, 08/10/2022) :
- Colopea Simon, 1893
- Stenochilus O. Pickard-Cambridge, 1871

## Systématique et taxinomie
Cette famille a été décrite par Thorell en 1873. Elle est considérée comme une sous-famille des Palpimanidae par Simon en 1893. Elle est élevée au rang de famille par Platnick et Shadab en 1974.
Cette famille rassemble treize espèces dans deux genres.

## Publication originale
- Thorell, 1873 : Remarks on synonyms of European spiders. Part IV. C. J. Lundström, Uppsala, p. 375-645 (texte intégral).